# 坂合部唐
坂合部 唐 （さかいべ の もろこし/から）は、飛鳥時代の貴族。姓は宿禰。官位は正五位下。

## 出自
坂合部宿禰氏は、『新撰姓氏録』「左京神別」では、「天火明命八世孫邇倍足尼之後也」とされている。允恭天皇の御世に国の境の標を立てたという理由で、「坂合部連」の氏姓を与えられている。あるいは、允恭天皇の皇子、坂合黒彦皇子の名代・子代であったとする説もある。元は「連」姓であったが、天武天皇13年（684年）「八色の姓」の制定に伴い、同年12月に宿禰姓を与えられた。このほか、「摂津国皇別」では阿倍朝臣と同じ大彦命の子孫とされる坂合部首一族が存在し、蘇我氏の分家である境部臣一族もあった。

## 経歴
『続日本紀』巻第一によると、文武天皇4年（700年）、刑部親王以下19人と共に大宝律令撰定に参加し、その功績によって白猪史骨・土師宿禰甥と共に禄を与えられたが、この時の位階は「勤大肆」（従六位下に相当）である。
『続紀』巻第三の記述によると、慶雲元年（704年）以前に没したことが分かる。同年7月に従五位上から正五位下を贈与されているのが、その根拠である。